# 12 (số)
12 (mười hai) là một số tự nhiên ngay sau 11 và ngay trước 13.
- 12 là số tháng trong một năm.
- 12 giờ trưa là thời điểm bức xạ mặt trời đến mặt đất nhiều nhất trong ngày.
- 12 giờ khuya là thời điểm chuyển giao giữa hai ngày.
- Trên đỉnh Olympus có 12 vị thần.
- Gaea và Uranus có 12 đứa con Titan
- Cơ thể người có 12 dây thần kinh sọ.
- Olympic vào năm 2012 đã diễn ra ở Anh.
- Ngày 21 Tháng Mười Hai (12) năm 2012 được người Maya cho rằng là ngày tận thế (Lịch của người Maya kết thúc). Được người phương Tây coi là con số thập toàn thập mỹ nên số tiếp theo (13) được cho là số mang nhiều xui xẻo.
- Mũ miện của các Hoàng Đế Á Đông có mười hai chuỗi ngọc. mỗi chuỗi 12 viên.
- 12 biểu thị cho cấp học tất yếu của người Việt Nam.
- 12 biểu thị cho 12 con giáp và 12 cung Hoàng Đạo.

## Trongtoán học
- Số 12 là hợp số. Phân tích thành nhân tử: 12 = 2.2.3.
- Căn bậc hai của 12 là 3,464101615
- Bình phương của 12 là 144.

## Trong hóa học
- 12 là số hiệu nguyên tử của nguyên tố Magiê (Mg)

.